# Радомишль (заповідне урочище)
Радоми́шль — заповідне урочище місцевого значення в Україні. Розташоване в межах Луцького району Волинської області, неподалік від західної околиці села Радомишль.
Площа 18 га. Статус надано згідно з розпорядженням облвиконкому № 532-р від 15.12.1978 року. Перебуває у віданні ДП «Ківерцівське ЛГ» (Боголюбське л-во, кв. 97, вид. 8).
Статус надано для збереження частини лісового масиву зі штучними насадженнями бука і дуба віком понад 60 років. Це єдина у Волинській області ділянка буково-дубового лісу.